# Násobek
Násobek je v matematice hodnota čísla, kterou lze získat násobením příslušného základu přirozeným číslem.

## Definice
Nechť čísla {\displaystyle a,b\in N}; číslo {\displaystyle a} je násobkem čísla {\displaystyle b}, jestliže existuje takové přirozené číslo {\displaystyle k}, že platí: {\displaystyle a=b\cdot k}. Neexistuje-li takové číslo {\displaystyle k}, pak číslo {\displaystyle a} není násobkem čísla {\displaystyle b}.
Definici lze použít i pro {\displaystyle a,b\in Z}, pak platí:
- číslo {\displaystyle 0} je násobkem každého celého čísla,
- je-li číslo {\displaystyle a} násobkem čísla {\displaystyle b}, je také násobkem čísla {\displaystyle -b} a také číslo {\displaystyle -a} je násobkem čísla čísla {\displaystyle b}.[1]

## Společný násobek
Nenulové přirozené číslo {\displaystyle D} se nazývá společným násobkem nenulových celých čísel {\displaystyle a,b}, když platí {\displaystyle a\mid D\land b\mid D}, tj. {\displaystyle D} je dělitelné oběma čísly. Nejmenší ze všech jejich společných násobků se nazývá nejmenší společný násobek.
Příklad: Jsou-li společní dělitele čísel {\displaystyle a=420,b=36} jsou {\displaystyle 1,2,3,4,6,12}. Čísla ve tvaru {\displaystyle 1260\cdot n}, kde {\displaystyle n\in N}, jsou všechny společné násobky čísel {\displaystyle a,b.}

### Obecné vyjádření společného násobku dvou přirozených čísel
Číslo {\displaystyle D} je libovolný společný násobek čísel {\displaystyle a,b\in N}. Použitím Eukleidova algoritmu lze zapsat {\displaystyle D=a\cdot q}, kde {\displaystyle q\in N}. Čísla {\displaystyle a,b} lze vyjádřit ve tvaru {\textstyle a=a_{1}\cdot NSD(a,b);b=b_{1}\cdot NSD(a,b);} kde {\displaystyle NSD(a_{1},b_{1})=1}, tedy čísla {\displaystyle a_{1},b_{1}}jsou nesoudělná. Číslo {\displaystyle {\frac {D}{NSD(a,b)}}=a_{1}\cdot q} přirozené a navíc {\displaystyle q} je dělitelné (beze zbytku) {\displaystyle b_{1}}. Pro {\displaystyle n\in N} lze napsat {\displaystyle {\frac {a_{1}q}{b_{1}}}=a_{1}n} a tedy {\displaystyle a_{1}q=a_{1}b_{1}n}. Provedením úprav lze získat vztah {\displaystyle D={\frac {ab}{NSD(a,b)}}\cdot n}

### Společný násobek více čísel
Společným násobkem nenulových celých čísel {\displaystyle a_{1},...a_{n}}, kde {\displaystyle n\geq 2}, je nenulové číslo {\displaystyle D\in N}, které je dělitelné každým z čísel {\displaystyle a_{1},...a_{n}}, tj. {\displaystyle \forall i\in \{1,...n\}} {\displaystyle a_{i}\mid D}.

### Příklady
Příklad1: Číslo {\displaystyle 10} lze získat jako součin čísel: {\displaystyle 2\cdot 5=10}
O číslech v této rovnosti platí: číslo {\displaystyle 10} je násobek čísla {\displaystyle 2}, bylo získáno násobením čísla {\displaystyle 2} a zároveň lze říci, že číslo {\displaystyle 10} je násobek čísla {\displaystyle 5}, je výsledkem násobení čísla {\displaystyle 5}.
Příklad2: Které věty jsou pravdivé?
- Číslo 54 je násobek 8 – ne, věta není pravdivá, protože {\displaystyle 54:8=6;(zbytek=6)}
- Číslo 36 je násobek 12 – ano, pravdivé tvrzení, protože {\displaystyle 36} je trojnásobek čísla {\displaystyle 12}

Příklad3: Určení násobku
- jedenáctinásobek čísla {\displaystyle 6}: {\displaystyle 11\cdot 6=66}
- čtyřnásobek čísla {\displaystyle z}: {\displaystyle 4\cdot z=4z}